# Ильница (село)
И́льница — село в Иршавской общине Хустского района Закарпатской области Украины. Расположено в 4 км от Иршавы.

## История
Впервые в исторических источниках упоминается в 1450 году. Во второй половине XIX века здесь добывали железную руду и бурый уголь, позже возникла лесопилка. Многие жители в поисках заработка эмигрировали, работали поденщиками в помещичьих хозяйствах, на лесоразработках.
В первые годы Советской власти началось промышленное освоение залежей бурого угля. Работало 8 шахт и карьер для открытой разработки угля. С 1960-х годов, в связи с развитием в западных областях Украины более экономичных источников энергии, в Ильнице добывает уголь только одна крупная шахта. В советский период действовали крупные предприятия: опытный завод механического сварочного оборудования, завод узлов и деталей смазочного оборудования.

## Известные люди
- Василий Фенич — писатель, прогрессивный литератор Закарпатья 1930—1940 гг., написал знаменитую книгу «Мужество».
- Маргарета Паулик — поэтесса.
- Виктор Пасулько — знаменитый футболист и тренер, двухкратный чемпион СССР, вице-чемпион Европы.
- Иван Гецко — украинский футболист и тренер.
- Иван Капитан — командир партизанского отряда, десантировался в 1944 г. на Шаланецькой горе.
- Владимир Роман — учёный, историк-краевед, автор книги «Свято-Иоанно-Предтеченский православный женский монастырь в с. Дубровка»
- Виктор Микита — украинский государственный деятель, председатель Закарпатской облгосадминистрации, полковник СБУ.